# تپه ویژه
تپه ویژه مربوط به دوران پیش از تاریخ ایران باستان تا دوران‌های تاریخی پس از اسلام است و در شهرستان سنقر، بخش کلیائی، روستای ویژه واقع شده و این اثر در تاریخ ۱۱ مرداد ۱۳۸۴ با شمارهٔ ثبت ۱۲۵۲۲ به‌عنوان یکی از آثار ملی ایران به ثبت رسیده است.